# Заречный (Гафурийский район)
Заречный (баш. Заречье) — деревня в Гафурийском районе Башкортостана, входит в состав Красноусольского сельсовета.

## Население
| 2002 | 2009 | 2010 |
| ---- | ---- | ---- |
| 79   | ↘65  | ↗78  |

## Географическое положение
Расстояние до:
- районного центра (Красноусольский): 4 км,
- ближайшей ж/д станции (Белое Озеро): 26 км.